# 南河三
南河三（亦作小犬座α，简写为α CMi）是一颗视星等为0.34的恒星，位于小犬座。其为恆星亮度列表中第9亮的恒星，同时也是该星座最亮的恒星。但据现代观测手段，南河三实为由两颗恒星组成的聯星系统，其主星为南河三A，一颗白色F5 IV–V型主序星，伴星为南河三B，一颗DQZ型白矮星。
根据由欧洲空间局发射的依巴谷卫星所测量的数据计算，该联星系统距太阳系约11.46光年（3.51秒差距），因此其亦属于邻近恒星。

## 可视性
南河三的绝对星等为2.66，其自身亮度并不出众，但由于其距离太阳系较近，因此成为了夜空中第8亮的恒星。该天体最佳观测时间为冬季，其与大犬座的天狼星和猎户座的参宿四共同组成了著名的冬季大三角。
南河三的色指數为0.42，观测显示为偏淡的黄色。

## 系统

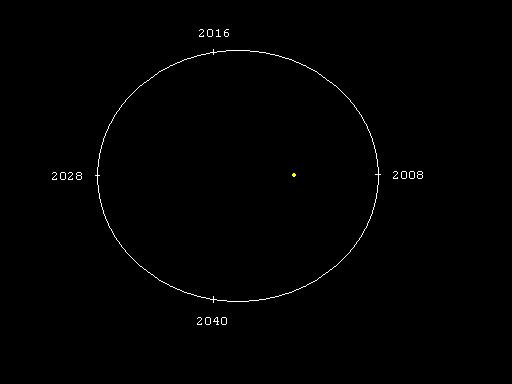
南河三B的运行轨道

南河三是由视星等为0.34的南河三A与视星等为10.7的南河三B所组成的聯星系统。其内部为一离心率0.407的椭圆轨道，绕行周期为40.82年。其軌道平面与观测平面的夹角为31.1°，主星与伴星的平均距离为15个天文單位（AU），略短于天王星到太阳的距离，相距最近时距离8.9AU，最远时21.0AU。

### 主星
主星南河三A是一颗后期黃-白矮星，恒星光谱为F5IV–V型，实际上，由于其在该类型光谱中比其他同类的恒星亮，所以亦有人将其视为次巨星，也就是说这颗恒星刚刚结束将氢融合成氦的核聚变反应，因此其不仅仅要开始“红化”，而且会胀大到目前直径的80-150倍，成为红色或橘色的恒星。这个过程可能会耗费一千万至一亿年的岁月，当太阳濒临死亡时也会经历相似的过程。
南河三A大气层的有效溫度为6530K，质量为1.5倍太阳质量（M☉），半径为2倍太阳半径（R☉），光度为7倍太陽光度（L☉）。其内核与表层均为对流层，中间由一层很宽的輻射層所隔离。

#### 震动
2004年6月下旬，由加拿大太空局发射的恒星微变和振荡望远镜（英語：MOST satellite telescope，简称MOST）对南河三A进行了为期32天的观测，旨在确认其是否有可供星震學分析的类日震动，但由于其观测结果包含过高的噪声，无法揭示其实际的震动情况，不过亦有天文学者认为这些类似噪声的强峰就是南河三A的震动数据。
由NASA发射的宽场红外探测器于1999至2000年对其进行了光度测定，测量结果显示为该星体有粒化现象（恒星表面的对流现象）与类日震动。不同于MOST，该探测器测量的徑向速度与地面测量的结果一致。

### 伴星
南河三B与天狼星B类似，在对其进行观测很早之前，学者们就根据天体测量学推断出该伴星也是一颗白矮星。早在1844年弗里德里希·威廉·贝塞尔便假定了它的存在，而后于1862年，阿杜爾·奧威爾斯亦在其发表的论文中进行了对南河三B的轨道计算 。由于天文望远镜的发展限制，南河三B一直无法为人们所观测，这种情况一直持续到1896年，约翰·马丁·舍贝勒于利克天文台使用36英寸折射式望远镜在预定轨道首次观测到南河三B，终于证实了伴星的存在。南河三B由于其低视星等，以及与主星的距离小，相比于天狼星B更加难于观测。
南河三B的质量为0.6 M☉，略低于天狼星B，但由于简并态物质的存在，其半径估计为8600km，而天狼星B则为5800km。其半径与假定的碳核白矮星模型一致，恒星光谱为DQZ型（大气层主要由氦构成，并伴有重元素），但相对于这一类型的白矮星，南河三B的质量过低，目前尚不清楚原因。其表面温度为7740开尔文，低于天狼星B，这也正好印证了其质量较小而年龄较大。天文学者推测南河三B在演化为白矮星之前，其前身主序星质量为2.59+0.22
−0.18 太阳质量，在经历了680±170M年的演化后，在距今1.19±0.11G年前坍缩为一颗白矮星。

### X射线辐射
1975年曾尝试用敏感X射线探测器探测来自南河三的X射线辐射，但没有成功后于70年代晚期，哥白尼号卫星和TD-1A卫星对南河三进行了大量的观测，1979年4月1日爱因斯坦卫星高分辨率成像仪亦对南河三的X射线源进行了观测，成像仪所观测到的数据显示，在90%置信区间内，发射源位于南河三A以南约4"，这表明南河三的X射线更可能来源于主星，而不是伴星（南河三B位于放射源以北9"）。

## 词源和文化
南河三位于小犬座，根据拜耳命名法命名规则，其名为小犬座α。
其西方传统名称为，来源于古希臘語中的“（Prokyon）”，意为犬之前。虽然南河三较之天狼星赤经更大，但其赤纬更北，因此在北半球它总是先于天狼星升起。2016年，国际天文联合会组织了一个星名工作组（WGSN），为恒星编制名称并使名称标准化。其在2016年7月的第一份公告中包含了由WGSN批准的前两批名称的表格，其中就包括了这颗恒星。
巴比伦文化与埃及文化则将这两颗犬星赋予神圣的意义。在巴比伦神话中，南河三被人们视为木匠（神明马尔杜克的一面），参与构造了天空。
小犬座与大犬座的部分区域在马其顿的民间传说中代表着农作物与动物，反应了当时人民的乡村生活。其中南河三与天狼星象征着狼，饥肠辘辘地在猎户座周围伺食而动。
南河三的拉丁译名为，来自于阿拉伯语词源中的“Al Shira”和“Elgomaisa”，西欧中世纪时代的星盘使用了其变体“Algomeiza/Algomeyza”。“Al Shira”来自于“（aš-ši‘ra aš-šamiyah）”，而现代阿拉伯语中的南河三则为“（ghumūṣ）”。
在中国，其位于南方朱雀的南河星官，因此得名为南河三。
夏威夷人则把南河三与五车二、天狼星、北河二、北河三共同组成一形似独木舟的星群，并以此来为他们在海上的航行导航。
南河三亦是巴西国旗上27颗星之一，代表着巴西的亚马逊州。
南河三在因纽特人的文化中被称作，意为“一个永远无法站在新形成海冰上的人”。相关传说中，这个人由于过于肥胖因此无法在冰上捕猎，从而只好以偷取其他猎人的猎物为生。在被其他猎人发现后，他被强行要求去冰上捕猎，并最终因此死亡。这样血腥的结局与南河三在冬季升起时略呈红色有关。。

## 于南河三系统观测
如果从南河三观测太阳，那么太阳将是一颗位于天鹰座，视星等为2.55的恒星，亮度相当于地球夜空中的房宿四。其赤经与赤纬将为19h 39m 18.11950s和-05° 13′ 29.9552″，与地球上观测南河三的数据截然相反。当然，小犬座的最亮星将不复存在。
距离南河三最近的恒星是魯坦星，其距南河三约为1.12光年（0.34秒差距），如果处在一颗假想的围绕南河三公转的行星上观测，那么鲁坦星将会是该行星夜空中一颗视星等为2.7的恒星。

## 脚注
1. 1 2 3 4 5 6  van Leeuwen, F., , Astronomy and Astrophysics, November 2007, 474 (2): 653–664, Bibcode:2007A&A...474..653V, arXiv:0708.1752 , doi:10.1051/0004-6361:20078357
2. 1 2 3 4 5 6 7 8 9 10 11 12 13  Kervella, P.;  et al, , Astronomy and Astrophysics, January 2004, 413 (1): 251–256, Bibcode:2004A&A...413..251K, arXiv:astro-ph/0309148 , doi:10.1051/0004-6361:20031527
3. 1 2 3  Schroeder, Daniel J.; Golimowski, David A.; Brukardt, Ryan A.; Burrows, Christopher J.; Caldwell, John J.; Fastie, William G.; Ford, Holland C.; Hesman, Brigette; Kletskin, Ilona; Krist, John E.; Royle, Patricia; Zubrowski, Richard. A., , The Astronomical Journal, February 2000, 119 (2): 906–922, Bibcode:2000AJ....119..906S, doi:10.1086/301227
4. 1 2 3 4 5 6 7 8 9  Provencal, J. L.;  et al, , The Astrophysical Journal, 2002, 568 (1): 324–334, Bibcode:2002ApJ...568..324P, doi:10.1086/338769
5. 1 2  Mermilliod, J.-C. . Catalogue of Eggen's UBV data. 1986. Bibcode:1986EgUBV........0M.
6. ↑  Samus, N. N.; Durlevich, O. V.;  et al. . VizieR On-line Data Catalog: B/gcvs.  Originally published in: 2009yCat....102025S. 2009, 1: 02025. Bibcode:2009yCat....102025S.
7. ↑  Wilson, Ralph Elmer. . Washington. 1953. Bibcode:1953GCRV..C......0W.
8. 1 2 3 4 5  Liebert, James;  et al, , The Astrophysical Journal, May 2013, 769 (1): 10, Bibcode:2013ApJ...769....7L, arXiv:1305.0587 , doi:10.1088/0004-637X/769/1/7, 7
9. ↑  Soubiran, C.; Creevey, O. L.; Lagarde, N.; Brouillet, N.; Jofré, P.; Casamiquela, L.; Heiter, U.; Aguilera-Gómez, C.; Vitali, S.; Worley, C.; de Brito Silva, D., , Astronomy and Astrophysics, 2024-02-01, 682: A145, Bibcode:2024A&A...682A.145S, ISSN 0004-6361, arXiv:2310.11302 , doi:10.1051/0004-6361/202347136 Procyon A's database entry at VizieR.
10. ↑  Koncewicz, R.; Jordan, C., , Monthly Notices of the Royal Astronomical Society, January 2007, 374 (1): 220–231, Bibcode:2007MNRAS.374..220K, doi:10.1111/j.1365-2966.2006.11130.x
11. 1 2  Giammichele, N.; Bergeron, P.; Dufour, P., , The Astrophysical Journal Supplement, April 2012, 199 (2): 29, Bibcode:2012ApJS..199...29G, arXiv:1202.5581 , doi:10.1088/0067-0049/199/2/29 Age is for the white dwarf stage.
12. 1 2  Girard, T. M.;  et al, , The Astronomical Journal, May 2000, 119 (5): 2428–2436, Bibcode:2000AJ....119.2428G, doi:10.1086/301353
13. ↑  , SIMBAD (Centre de Données astronomiques de Strasbourg),   [2011-11-23], （原始内容存档于2018-08-18）
14. ↑  Perryman, Michael,  (PDF), The Making of History's Greatest Star Map:, Astronomers’ Universe (Heidelberg: Springer-Verlag), 2010  [2018-08-18], Bibcode:2010mhgs.book.....P, ISBN 978-3-642-11601-8, doi:10.1007/978-3-642-11602-5, （原始内容 (PDF)存档于2018-07-25）
15. ↑  Schaaf, Fred, , The Astrophysical Journal (John Wiley & Sons), 2008, 113: 257  [2014-12-28], Bibcode:1951ApJ...113....1S, ISBN 047024917X, doi:10.1086/145373, （原始内容存档于2020-10-04）
16. ↑  Schaaf 2008，第166頁.
17. 1 2  Kaler, James B., , Stars (University of Illinois),   [2011-11-23], （原始内容存档于2019-12-13）
18. ↑  Schaaf 2008，第168頁.
19. ↑  Gatewood, G.; Han, I., , Astronomical Journal, February 2006, 131 (2): 1015–1021, Bibcode:2006AJ....131.1015G, doi:10.1086/498894
20. ↑  Matthews, Jaymie M.;  et al, , Nature, 2004, 430 (921): 51–3, Bibcode:2004Natur.430...51M, PMID 15229593, doi:10.1038/nature02671
21. ↑  Bouchy, François;  et al, , Nature, 2004, 432 (7015): 2, Bibcode:2004Natur.432....2B, PMID 15568216, arXiv:astro-ph/0510303 , doi:10.1038/nature03165
22. ↑  Bedding, T. R.;  et al, , Astronomy and Astrophysics, 2005, 432 (2): L43, Bibcode:2005A&A...432L..43B, arXiv:astro-ph/0501662 , doi:10.1051/0004-6361:200500019
23. ↑  Bruntt, H.;  et al, , The Astrophysical Journal, 2005, 633 (1): 440–446, Bibcode:2005ApJ...633..440B, arXiv:astro-ph/0504469 , doi:10.1086/462401
24. ↑  Auwers, Arthur, , Leipzig (Leipzig: W. Engelmann), 1868, Bibcode:1868uuve.book.....A （德语）
25. ↑  Burnham Jr., Robert,  1, New York: Dover Publications Inc.: 450, 1978, ISBN 0-486-23567-X
26. ↑  Holberg, J. B.;  et al, , The Astrophysical Journal, 1998-04-20, 497 (2): 935–942, Bibcode:1998ApJ...497..935H, doi:10.1086/305489
27. ↑  Mewe, R.;  et al, , Astrophysical Journal Letters, 1975-12-01, 202: L67–L71, Bibcode:1975ApJ...202L..67M, doi:10.1086/181983
28. 1 2  Schmitt, J. H. M. M.;  et al, , Astrophysical Journal, Part 1, 1985-01-15, 288: 751–755, Bibcode:1985ApJ...288..751S, doi:10.1086/162843
29. ↑  Giacconi, R.;  et al, , Astrophysical Journal, 1979, 230: 540–550, Bibcode:1979ApJ...230..540G, doi:10.1086/157110
30. ↑  .   [2016-05-22]. （原始内容存档于2019-03-30）.
31. ↑   (PDF).   [2016-07-28]. （原始内容存档 (PDF)于2018-04-17）.
32. ↑  Kelley, David H.; Milone, Eugene F.; Aveni, A.F. . New York, New York: Springer. 2011: 217. ISBN 144197623X.
33. ↑  Cenev, Gjore. . Publications of the Astronomical Observatory of Belgrade. 2008, 85: 97–109  [2018-08-18]. Bibcode:2008POBeo..85...97C. （原始内容存档于2019-09-16）.
34. ↑  Gingerich, O. . Annals of the New York Academy of Sciences. 1987, 500: 89–104. Bibcode:1987NYASA.500...89G. doi:10.1111/j.1749-6632.1987.tb37197.x.
35. ↑  Brosch, Noah. . Springer. 2008: 46. ISBN 1-4020-8318-1.
36. ↑  MacDonald, Ian, , FOTW Flags Of The World website, 2009-08-09  [2011-11-23], （原始内容存档于2009-06-28）
37. ↑  MacDonald, John. . Toronto, Ontario/Iqaluit, NWT: Royal Ontario Museum/Nunavut Research Institute. 1998: 72, 231–33. ISBN 9780888544278.
38. ↑  , SIMBAD (Centre de Données astronomiques de Strasbourg),   [2010-04-21], （原始内容存档于2011-07-21）